# Политический статус македонского языка
Вопрос существования и идентичности македонского языка является предметом споров среди политиков, лингвистов и обычных людей в Северной Македонии и окружающих её странах. Славянские македонские диалекты действительно представляют собой часть южнославянского диалектного континуума, ведущего от хорватского, боснийского и сербского штокавского диалекта через торлакский диалект на северо-западе к западным и восточным диалектам болгарского языка, и македонский язык, как и болгарский, сербский, хорватский и боснийский языки, представляет собой стандартизованную форму некоторых из этих диалектов.

## Точка зрения в Республике Северная Македония
Согласно точке зрения, сейчас преобладающей в Северной Македонии и официально используемой в книгах в этом государстве, славянский македонский был первым государственным языком славян, так как старославянский язык, для которого Кирилл и Мефодий изобрели глаголицу, был основан на солунском диалекте, распространённом в Фессалониках, родном городе святых. В то время географическая область Македония входила в состав Первого Болгарского царства, и Византийская империя рассматривала всех славян, населявших Македонию, как болгар. Согласно точке зрения меньшинства, поддерживаемой в Северной Македонии, раннесредневековое государство царя Самуила было первым государством македонских славян. Тем не менее, Крсте Мисирков, заложивший принципы литературного славянского македонского языка в XIX веке, говорил: «Мы говорим по-болгарски и мы верим, что Болгария — наша держава.»
Македонский язык стал официальным в Югославии в 1945 году, в соответствии с заключённым в 1944 году соглашением.

## Болгарская точка зрения
Хотя Болгария была первой страной, признавшей независимость Республики Македония, она отказалась признать на официальном уровне существование отдельной македонской нации и отдельного македонского языка. Эту точку зрения разделяет большинство болгарских учёных и большинство болгар. Болгарская точка зрения состоит в том, что славянский македонский язык представляет одну из трёх «норм» болгарского языка, наряду со стандартным болгарским и языком банатских болгар.
Согласно этой точке зрения, диалекты, на которых говорят в Республике Северная Македония (а также в северной Греции и частях Албании и Сербии) являются болгарскими. В качестве доказательства приводят общие черты этих диалектов. Болгарские учёные также утверждают, что подавляющее большинство македонских славян не знает никакого македонского языка, не представляющего собой болгарский, который использовался до 1944 года. Российские учёные приводят ранние упоминания языка в славянской литературе с середины X по конец XIX веков как «булгарского» или «болгарского» в подтверждение этого утверждения. Отсюда делается вывод о том, что современный стандартный македонский язык также не является языком, отдельным от болгарского, а представляет собой лишь другую письменную «норму», основанную на множестве болгарских диалектов. Болгарские лингвисты, а также австрийский лингвист Отто Кронштайнер, уверяют, что македонские лингвисты, составившие литературную норму нового языка, сделали всё возможное, чтобы удалить его от литературного болгарского и приблизить к сербскому. Утверждается, что они прибегли к фальсификациям и намеренно искажённым интерпретациям истории и документов для обоснования существования отдельного македонского этноса до 1944 года.
В 1999 году при подписании договора между премьер-министрами Болгарии Иваном Костовым и Македонии Любчо Георгиевским был достигнут компромисс: в преамбуле договора, составленного на болгарском и македонском языках, было зафиксировано, что речь идёт «о македонском языке согласно конституции Республики Македония». Эта компромиссная формулировка значительно способствовала быстрому улучшению болгаро-македонских отношений.
В 2020 году была выражена позиция Болгарской академии наук (БАН), согласно которой «официальный язык Республики Северная Македония по происхождению и характеристике структуры и типологии является юго-западной письменно-региональной нормой болгарского языка».

## Сербская точка зрения
В 1930—1940-е годы в Югославии, куда входила территория Северной Македонии, была распространена и пользовалась официальной поддержкой точка зрения, согласно которой македонские говоры ближе к сербскому языку, чем к болгарскому, и предпринимались соответствующие попытки кодификации литературного македонского языка на базе максимально близких к сербскому диалектов. Среди сторонников этой версии был крупнейший сербский славист XX века Александр Белич. В социалистической Югославии эта тенденция в значительной степени сошла на нет. Российский славист Афанасий Матвеевич Селищев в своей работе опроверг точку зрения Белича и изложил аргументы, согласно которым македонские говоры гораздо ближе к болгарскому языку, чем к сербскому.
Современная Сербия официально признаёт македонский язык как самостоятельный и отдельный от болгарского. По итогам переписи 2002 года примерно 26 тысяч человек определили себя как этнические македонцы

## Греческая точка зрения
Греция признаёт только одно значение термина «Македония», обозначающего древнюю Македонию и провинцию Македония современной Греции. Тем самым она не признаёт расширение значения на понятие македонского языка.
В Греции были изданы книги, целью которых является продемонстрировать «искусственную природу» македонского языка.

## Другие точки зрения
Итальянский лингвист Витторе Пизани утверждал в 1957 г.: «Македонский язык — искусственное понятие, придуманное в основном с политическими целями».
Российский славист Афанасий Матвеевич Селищев в работах 1930-х гг. (он умер в 1942 году, до формирования литературного македонского языка) утверждал, что македонские говоры представляют собой часть болгарского языка, однако протестовал, когда из этих утверждений пытались делать политические выводы (в частности, болгарская печать представила его «защитником болгарских прав на Македонию», что вызвало резкое неудовольствие Селищева).